# Hospital da Luz Lisboa

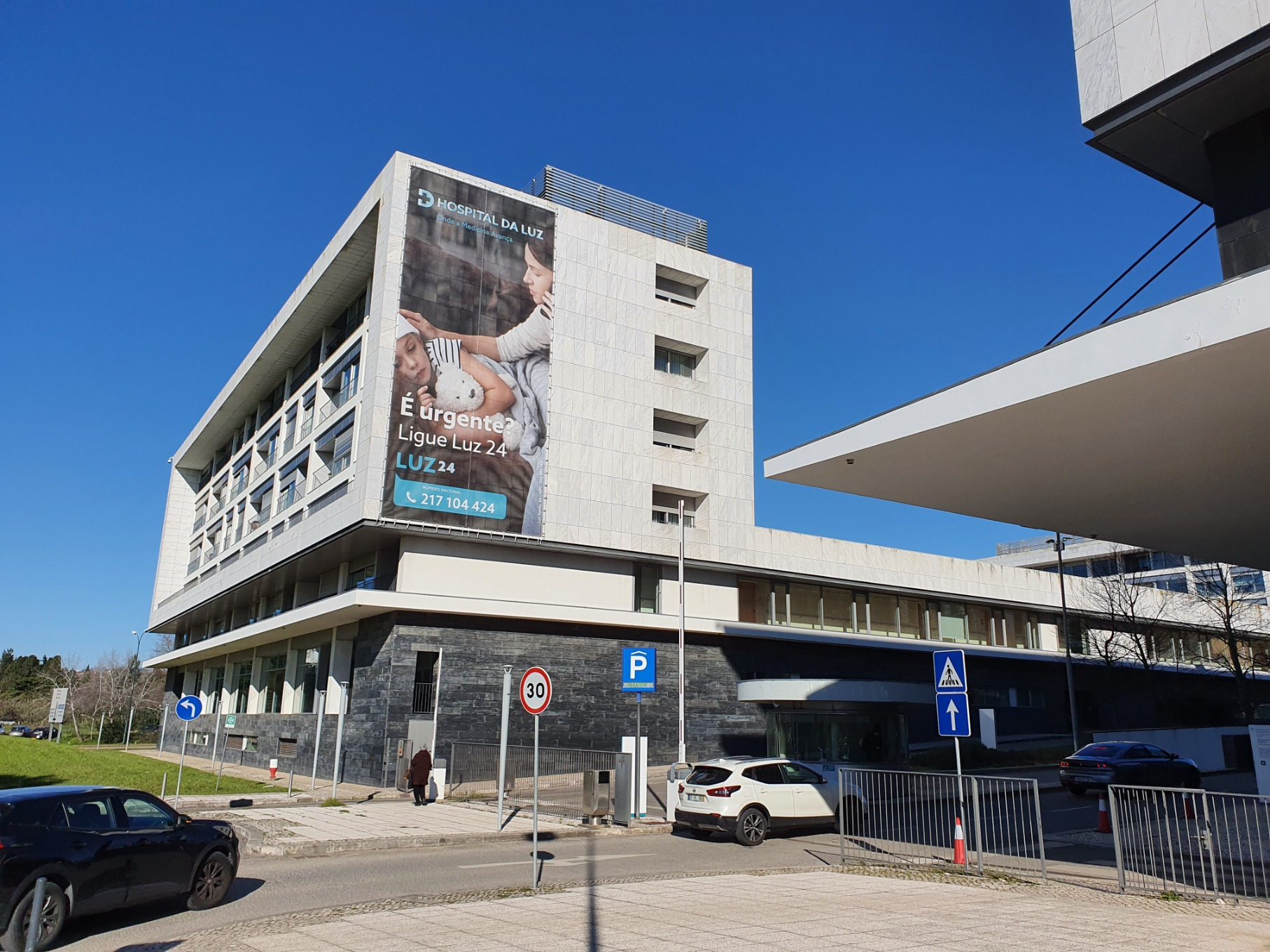
Hospital da Luz Lisboa

O Hospital da Luz Lisboa é um hospital privado situado em Lisboa, Portugal. Pertence ao Grupo Luz Saúde.
O projeto do arquiteto português Manuel Salgado e do arquiteto espanhol Albert de Pineda Álvarez (Gabinete Pinearq)  foi construido a partir de 2003 e aberto ao público em 2007. No primeiro ano, havia perto de 800 colaboradores (250 médicos e 200 enfermeiros), para responder a um plano de 270 mil consultas, 11 mil internamentos e 13 mil cirurgias anuais em 2010. 
Recebeu o Prémio Valmor e Municipal de Arquitectura de 2007.
Em 2021, o Hospital da Luz Lisboa começou a colaborar com a Universidade Católica, passando assim a ser o primeiro hospital universitário privado em Portugal.
Foi multado em 2023 pela ADSE por discriminação de utentes nas marcações.